# Élections sénatoriales de 2011 dans les Hautes-Pyrénées
Les élections sénatoriales dans les Hautes-Pyrénées ont lieu le dimanche 25 septembre 2011. Elles ont pour but d'élire les sénateurs représentant le département au Sénat pour un mandat de six années.

## Contexte départemental
Lors des élections sénatoriales du 23 septembre 2001 dans les Hautes-Pyrénées, deux sénateurs ont été élus : Josette Durrieu (PS) et François Fortassin (PRG).
Depuis, tous les effectifs du collège électoral des grands électeurs ont été renouvelés, avec les élections législatives françaises de 2007, les élections régionales françaises de 2010, les élections cantonales de 2008 et 2011 et les élections municipales françaises de 2008. 

## Sénateurs sortants
| Sénateur | Sénateur           | Parti | Fonctions lors de l'élection en 2001           |
| -------- | ------------------ | ----- | ---------------------------------------------- |
|          | Josette Durrieu    | PS    | Sénatrice sortante, conseillère générale       |
|          | François Fortassin | PRG   | Sénateur sortant, président du conseil général |

## Présentation des candidats et des suppléants
Les nouveaux représentants sont élus pour une législature de 6 ans au suffrage universel indirect par les 851 grands électeurs du département. Dans les Hautes-Pyrénées, les sénateurs sont élus au scrutin majoritaire à deux tours. Leur nombre reste inchangé, 2 sénateurs sont à élire. Ils sont 8 candidats dans le département, chacun avec un suppléant.
| T/S | Candidats | Candidats                 | Parti | Mandats                                                                                    |
| --- | --------- | ------------------------- | ----- | ------------------------------------------------------------------------------------------ |
| T   |           | Simone Gasquet            | PCF   | Adjointe au maire d'Aureilhan                                                              |
| S   |           | Érik Barrouquère-Theil    | PCF   | Adjoint au maire de Séméac                                                                 |
| T   |           | Jean-Philippe Govillot    | PG    | Adjoint au maire d'Ordizan                                                                 |
| S   |           | Marie-Laure Eydeli-Buffat | PG    | Conseillère municipale de Tarbes                                                           |
| T   |           | Josette Durrieu           | PS    | Sénatrice sortante, conseillère générale, conseillère municipale de Saint-Laurent-de-Neste |
| S   |           | Guy Dufaure               | PS    | Conseiller général                                                                         |
| T   |           | François Fortassin        | PRG   | Sénateur sortant, conseiller général, conseiller municipal de Sarp                         |
| S   |           | Michel Pélieu             | PRG   | Président du conseil général, maire de Loudenvielle                                        |
| T   |           | Olivier Clément Bollée    | EELV  | Adjoint au maire d'Hèches                                                                  |
| S   |           | Zohra Bensalem            | EELV  | Conseillère municipale de Bagnères-de-Bigorre                                              |
| T   |           | Dominique Lidar           | NC    | Maire d'Odos                                                                               |
| S   |           | Philippe Viau             | NC    | Maire de Marsas                                                                            |
| T   |           | Gérard Trémège            | UMP   | Conseiller régional, maire de Tarbes                                                       |
| S   |           | Ginette Curbet            | UMP   | Maire de Gardères                                                                          |
| T   |           | Jean-Pierre Atoch         | FN    |                                                                                            |
| S   |           |                           | FN    |                                                                                            |

## Résultats
| Candidat et parti politique | Candidat et parti politique | Candidat et parti politique | Premier tour | Premier tour | Second tour | Second tour |
| Candidat et parti politique | Candidat et parti politique | Candidat et parti politique | Voix         | %            | Voix        | %           |
| --------------------------- | --------------------------- | --------------------------- | ------------ | ------------ | ----------- | ----------- |
|                             | François Fortassin          | PRG                         | 445          | 54,14        |             |             |
|                             | Josette Durrieu             | PS                          | 362          | 44,04        | 474         | 58,30       |
|                             | Gérard Trémège              | UMP                         | 314          | 38,20        | 337         | 41,45       |
|                             | Simone Gasquet              | PCF                         | 122          | 14,84        |             |             |
|                             | Jean-Philippe Govillot      | PG                          | 93           | 11,31        |             |             |
|                             | Dominique Lidar             | NC                          | 57           | 6,93         |             |             |
|                             | Olivier Clément Bollée      | EELV                        | 36           | 4,38         |             |             |
|                             | Jean-Pierre Atoch           | FN                          | 11           | 1,34         | 2           | 0,25        |
|                             |                             |                             |              |              |             |             |
| Inscrits                    | Inscrits                    | Inscrits                    | 851          | 100,00       | 851         | 100,00      |
| Abstentions                 | Abstentions                 | Abstentions                 | 14           | 1,65         | 4           | 0,47        |
| Votants                     | Votants                     | Votants                     | 837          | 98,35        | 847         | 99,53       |
| Blancs et nuls              | Blancs et nuls              | Blancs et nuls              | 15           | 1,76         | 34          | 4,00        |
| Exprimés                    | Exprimés                    | Exprimés                    | 822          | 96,59        | 813         | 95,53       |